# Hanna Gedin
Hanna Gedin (nascida a 11 de Março de 1978) é uma política sueca e eurodeputada pelo Partido de Esquerda. Trabalhou como secretária adjunta do partido por cinco anos, deixando o cargo em Dezembro de 2022. Foi eleita eurodeputada nas eleições de 2024 para o Parlamento Europeu.
Gedin foi mencionada como um potencial candidato para líder do partido, sucedendo Jonas Sjöstedt.
Gedin nasceu em 1978 na zona rural de Scanian e cresceu em Norra Fäladen, em Lund. Juntou ao Partido de Esquerda aos 15 anos.